# Франсоа Вател
Франсоа Вател (на френски език: François Vatel, 1631 – 24 април 1671) е френски готвач.
Създал е прочутия крем „Шантийи “– разбита със захар сметана с вкус на ванилия. Самоубива се, тъй като поради лошо време неговите доставчици не му осигуряват необходимата му риба и той не може да приготви храната за екстравагантния банкет в чест на френския крал Луи XIV, даден от Луи II дьо Бурбон, принц дьо Конде в замъка Шантийи (Château de Chantilly) през април 1671 г.

## Биография
Франсоа Вател е роден в Перон в семейството на майстор на покриви. През 1646 г. по препоръка на брат си 15-годишният младеж става чирак-сладкар в работилницата на Жан Евьорар (Jehan Heverard), където работи 7 години.
През 1653 г., тогава 22-годишен, в замъка Во льо Виконт (château de Vaux-le-Vicomte) (тогава в процес на изграждане), той става помощник-готвач на иконома на виконт и маркиз Никола Фуке (Nicolas Fouquet) (новоназначеният началник на финансите от министър-председателя и кардинал Мазарини, регент на кракя Луи XIV, който тогава все още е 15-годишен). Качествата на Вател способстват да бъде назначен скоро и за управител на домакинството (maître d'hôtel) на Фуке.
На 17 август 1661 г. Никола Фуке е домакин на двора на крал Луи XIV, тогава 23-годишен, и на кралицата-майка Ана Австрийска, които са гости по повод откриването на замъка Во льо Виконт. Вател е едновременно и ръководител на протокола, и иконом по организиране на празненството. Предлаганото меню е огромно и с множество деликатеси – фазани, яребици, пъдпъдъци. В ястията на благородниците има злато, а за останалата част от двора пари. 84 цигулари изпълняват музика на Жан-Батист Люли (Jean-Baptiste Lully). Молиер и Люли представят написана специално за повода комедия-балет. Десертът е създаден от Вател – пухкав сметанов крем с вкус на ванилия. Фонтани и фойерверки допълват изживяването.
Честта и гордостта на Луи XIV, който все още изпитва финансови затруднения, са дълбоко наранени от целия разкош и великолепие на тържествата, които надхвърлят тези на неговия двор (намиращ се по онова време в замъка Фонтенбло, тъй като се строял двореца във Версай). По-късно на краля се налага да претопи златото от ястията за да се справи със значителните разходи по Тридесетгодишната война. След фойерверките над замъка, кралят отказва стаята предложена от домакина и се връща във Фонтенбло на 20 км разстояние от там.
На 5 септември същата година Фуке е арестуван по време на заседание в Нант, след което е заменен с Жан-Батист Колбер.
Чува се, че кралят иска да използва персонала на замъка Во льо Виконт за новия си дворец във Версай. Тъй като Вател не желае да работи там, избягва в Англия. По-късно в Нидерландия се среща с приятелят си Гурвил (Gourville), който му предлага работа при Луи II дьо Бурбон, принц дьо Конде в замъка Шантийи (Château de Chantilly) на 40 км. от Париж.
През 1663 Франсоа Вател постъпва на работа като управител на кухнята на замъка. Той отговаря за организацията на доставките и приготовлението на храната. По това време той преименува сметановият крем на Во льо Виконт в Шантийи.
Крал Луи XIV и принцът на Конде са в обтегнати отношения, тъй като в първата Фронда (въстание срещу френското правителство) отначало силно подкрепя кралската власт, но впоследствие се оказва неин отявлен противник. След няколко години основни ремонти по замъка, на 21 април 1671 крал Луи XIV, 20 години след Фрондата, посещава замъка на принца на Конде, за да се обсъди евентуалната Френско-Нидерландска война (впоследствие през 1672 – 1678 се състои), от която принцът ще да извлече съществена облага, тъй като е забележителен военачалник и поддържа собствена армия – една от най-силните в страната. Впечатлението от гостуването било особено важно за принц дьо Конде, тъй като той искал от краля голяма сума и се опитвал да спечели благоразположението му, за което способствали и усилията на Вател. В същото време с гостоприемството си иска да отвърне за оказаната благодат и прошка. Кралят води със себе си целият двор от 3000 души (600 придворни и множество слуги). Съдбата на дома на Конде до голяма степен зависи от успеха на тържествата и принца стоварва цялата тежест на този успех на неговия иконом Вател. Срокът, за който той трябвало да подготви всичко, бил 15 дни.
Гостуването трае три дни и три нощи (четвъртък вечер до събота вечер). Разкошните банкети струват 50 000 сребърни екю – преизчислено спрямо покупателната способност към 2006 г. това се равнява на сума над 500 000 евро. Във всичко Вател демонстрира краен перфекционизъм. В задълженията му влиза освен подготовката на ястията, и организирането на кралските забавления по време на храненията. Обедите и вечерите са съпроводени от театрални и музикални представления на фона на пищни декори. Последният ден от посещението на краля, 24 април 1671 г., е отреден за банкет, посветен на морската митология, рибата и ракообразните. Вател е на крак още в 4 ч. сутринта и очаква доставки, но предишната нощ има буря и на сутринта рибарите му донесят едва няколко риби (морето отстои на 200 км. от замъка). Изпращат се хора до всички пристанища, но времето напредва, а така и нищо не идва. Вател е под много голямо психическо напрежение, още повече че последните дни почти не е спал. Той заява на първия си помощник Гурвил (същия, който му предлага тази работа): Господине, аз няма да оцелея от този срам. Имам чест и репутация за губене. След това без излишна суетня се затворя в стаята си, укрепва меча си на вратата и се пронизва три пъти, двата удара не са смъртоносни, но третият го пронизва фатално (той бил на 40 години). В това време коли с риба започват да идват от всички краища. Търсят Вател и хлопат по вратата. След като не им се отворя, тя е разбита и главния готвач е намерен удавен в собствената си кръв. В този момент идва и принцът на Конде, обзет от отчаяние. Принцът съобщава на краля за кончината на управителя, който от своя страна изразил съжаление, за цялото неудобство, което е създадено от визитата му, като упрекнал домакина си за тези свръхусилия и заръчал повече да не прави подобни неща. Всички хвалят трудът на Вател и изразяват възхищение от смелостта на постъпката му. Гурвил довършва мероприятията по банкета и гостите остават много доволни.

## Литературни извори
Данни за този последен епизод от жизнения път на Вател се черпи от писмо на маркиза дьо Севинье, Мари дьо Рабютен-Шантал (Marie de Rabutin-Chantal, marquise de Sévigné) до дъщеря ѝ (писма от 24 април и 26 април 1671 г.). Дук дьо Сен Симон (Le duc de Saint Simon) също споменава за това събитие в мемоарите си.
Вател е герой и се споменава и в произведенията на Александър Дюма. В романът „Още десет години по-късно – Виконт дьо Бражелон“ домоуправителят се появява в глава „Виното на г-н Дьо Лафонтен“ . В новелата „Сан Феличе“ само се споменава „сабя, с каквато Вател си бе прерязал някога гръкляна“. 

## Филмът „Вател“
През 2000 г. режисьорът Ролан Жофе (Roland Joffé), известен преди това с филма „Мисията“, представя на фестивала в Кан игралния филм „Вател“. В главната роля се въплъщава Жерар Депардийо (Gérard Depardieu), маркизата е Ума Търман (Uma Thurman), роля е поверена и на Тим Рот (Tim Roth), а кралят се играе от Джулиан Сандс (Julian Sands). Филмът разглежда последните три дни от живота на Вател. В големи детайли е представена цялата пищност и великолепие на живота на френския кралски двор. Фабулата на филма се разиграва около привличането между Вател и маркиза дьо Севин, която същевременно е и любовница на краля. Готвача спечелва сърцето на маркизата благодарение на ненатрапчивата проява на нежно и добро отношение. Въпреки че стигат до интимна близост, тя не може да си позволи да поддържа подобна връзка, още по-малко кралят да узнае за такава. Аргумента за съдбовното решение на Вател се отдава освен на гореупоменатите събития, и на драмата от невъзможната любов.